# Nederlands kampioenschap 10 km 2015
Het Nederlands kampioenschap 10 km 2015 vond plaats op 8 februari 2015. Het was de achtste keer dat de Atletiekunie een wedstrijd organiseerde met als inzet de nationale titel op de 10 km. De wedstrijd vond plaats in Schoorl tijdens de Groet uit Schoorl Run.
Nederlands kampioen 10 km bij de mannen werd Abdi Nageeye en bij de vrouwen won Jip Vastenburg de titel.

## Uitslagen

### Mannen
| Rang   | Atleet           | Vereniging     | Tijd  |
| ------ | ---------------- | -------------- | ----- |
| Goud   | Abdi Nageeye     | AV Cifla       | 28.50 |
| Zilver | Michel Butter    | AVC            | 28.56 |
| Brons  | Roy Hoornweg     | AV Passaat     | 28.58 |
| 4      | Tom Wiggers      | AV Haarlem     | 29.06 |
| 5      | Khalid Choukoud  | HAAG Atletiek  | 29.24 |
| 6      | Bart van Nunen   | AV Passaat     | 29.36 |
| 7      | Gert-Jan Wassink | Argo           | 29.50 |
| 8      | Koen Raymaekers  | Hellas Utrecht | 29.51 |
| 9      | Ronald Schroër   | AV Zaanland    | 29.54 |
| 10     | Luc Schout       | GAC Gemert     | 30.02 |

### Vrouwen
| Rang   | Atleet               | Vereniging         | Tijd  |
| ------ | -------------------- | ------------------ | ----- |
| Goud   | Jip Vastenburg       | AV'34              | 33.07 |
| Zilver | Kim Dillen           | Eindhoven Atletiek | 33.36 |
| Brons  | Miranda Boonstra     | Nijmegen Atletiek  | 33.43 |
| 4      | Irene van Lieshout   | de Keien           | 33.50 |
| 5      | Maaike Caelers       | ADRT Pegasus       | 33.53 |
| 6      | Ruth van der Meijden | AV Cifla           | 34.24 |
| 7      | Marcella Herzog      | Running2000        | 34.26 |
| 8      | Manon Kruiver        | AV NOVA            | 34.33 |
| 9      | Julia van Velthoven  | CAV Cifla          | 34.48 |
| 10     | Jill Holterman       | AV Zaanland        | 34.48 |

1999 ·
2005 ·
2006 ·
2007 ·
2008 ·
2009 ·
2010 ·
2011 ·
2012 ·
2013 ·
2014 ·
2015 ·
2016 ·
2017 ·
2018 ·
2019 ·
2021 ·
2022 ·
2023